# Фаворов Олексій Михайлович

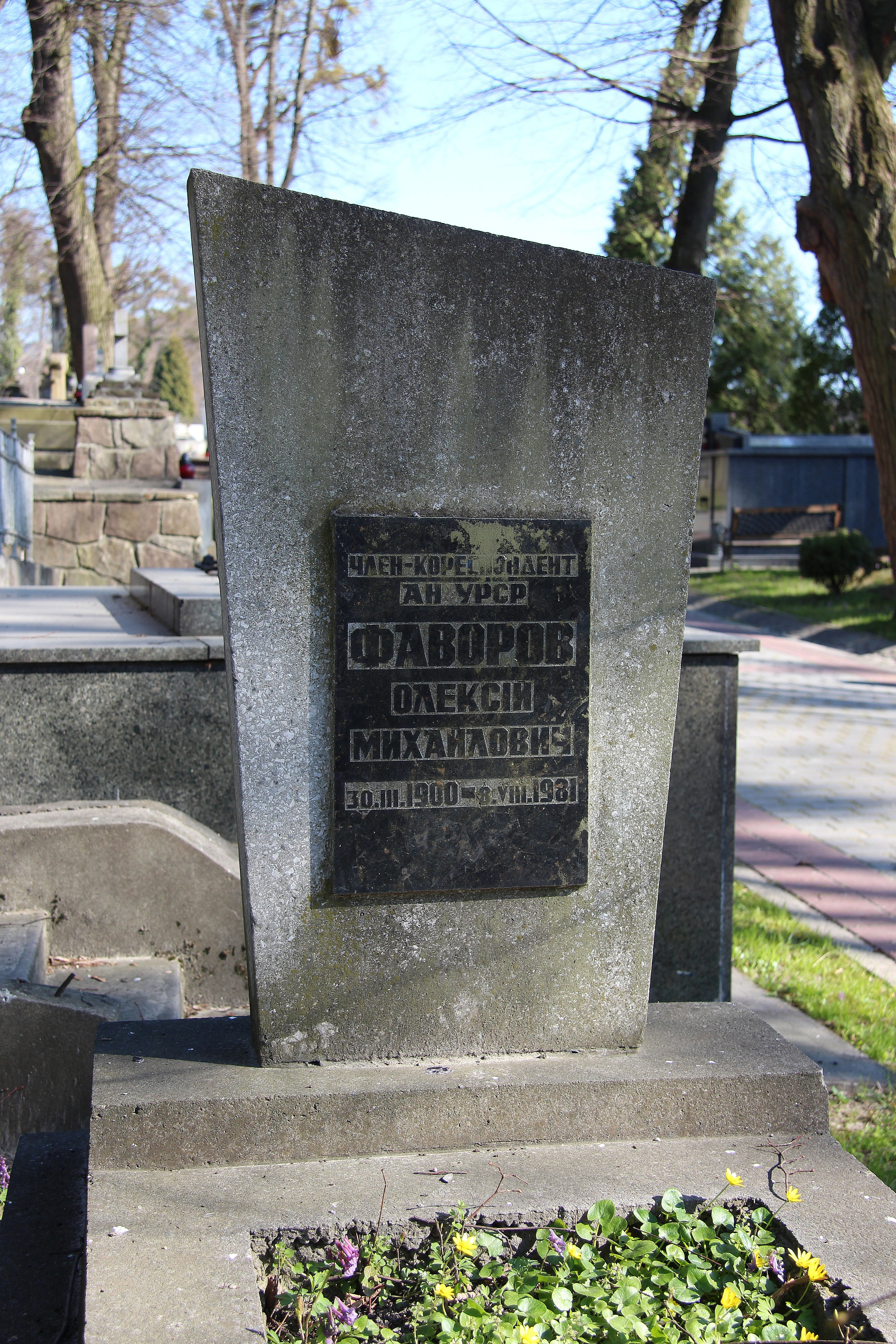

Олексі́й Миха́йлович Фаво́ров (30 березня 1900 — 8 серпня 1981) — вчений у галузі рослинництва. Родом зі слободи Миколаївка на Харківщині. Член-кореспондент АН УРСР (з 1951).
1924 року закінчив сільськогосподарський інститут у Харкові і по закінченні працював на Одеській крайовій сільськогосподарській дослідній станції та в Одеському сільськогосподарському інституті; з 1956 працював у науково-дослідному інституті землеробства і тваринництва західних районів УСРР.
Праці з питань селекції та агротехніки сільськогосподарських культур. Спільно з іншими виплекав сорт картоплі Одеської 24, сорт суданської трави Одеська 25, сорт дині Кримка одеська 48.
Помер та похований у Львові на 21 полі Личаківського цвинтаря.